# Mięśnie międzykostne ręki
Mięśnie międzykostne ręki (łac. musculi interossei) – w anatomii człowieka siedem krótkich, pierzastych mięśni należących do grupy krótkich mięśni ręki, położonych w okolicy środkowej dłoni, pomiędzy kośćmi śródręcza. Dzielą się one na dwie warstwy – dłoniową i grzbietową.
Z trzech mięśni międzykostnych dłoniowych (musculi interossei palmares) pierwszy zaczyna się na powierzchni łokciowej II kości śródręcza, a drugi i trzeci na powierzchniach promieniowych odpowiednio IV i V kości śródręcza. Następnie przechodzą w wąskie ścięgna, które biegną na więzadłach poprzecznych głębokich śródręcza i kończą się na rozcięgnach grzbietowych i torebkach stawów śródręczno-paliczkowych po tych samych stronach palców, na których się zaczynały. Czasami wyróżniany jest jeszcze jeden mięsień międzykostny dłoniowy, leżący między I kością śródręcza a podstawą paliczka bliższego kciuka, ale jest on szczątkowy i zwykle uważany jest za część zginacza krótkiego kciuka lub przywodziciela kciuka.
Cztery mięśnie międzykostne grzbietowe (musculi interossei dorsales) są położone najbardziej grzbietowo ze wszystkich krótkich mięśni ręki. Są one pierzaste i dwugłowe. Każda z dwóch głów poszczególnego mięśnia zaczyna się na sąsiedniej, skierowanej w stronę bliźniaczej głowy, powierzchni kości śródręcza, wypełniając w ten sposób przestrzenie między wszystkimi pięcioma kośćmi. Przechodzą w wąskie ścięgna i kończą się na rozcięgnach grzbietowych i torebkach stawów śródręczno-paliczkowych II, III i IV palca: pierwszy mięsień po stronie promieniowej II palca, drugi po stronie promieniowej III palca, trzeci po stronie łokciowej III palca a czwarty po stronie łokciowej IV palca.
Wszystkie mięśnie międzykostne ręki unaczynione są przez łuk dłoniowy głęboki, a unerwione przez gałąź głęboką nerwu łokciowego.
Ich funkcją jest odwodzenie palców II, III i IV w stawach śródręczno-paliczkowych, a także zginanie palców w stawach śródręczno-paliczkowych i prostowanie w stawach międzypaliczkowych.